# Don Harron
Don Harron (19 de septiembre de 1924-17 de enero de 2015) fue un humorista, actor, director, periodista, autor, dramaturgo y compositor canadiense. Es quizás más conocido por su personaje Charlie Farquharson en el show televisivo de música country Hee Haw.

## Biografía

### Inicios
Su nombre completo era Donald Hugh Harron, y nació en Toronto, Ontario (Canadá), donde sus padres regentaban el comercio Harron’s Cleaners and Dyers. Desde los diez años de edad, ganó un dinero extra para la familia, en los años de la Gran Depresión, contando historia humorísticas a la vez que dibujaba caricaturas con tizas de colores, obteniendo entre 10 y 15 dólares por sesión. Como resultado de sus actuaciones, fue invitado a una prueba, y ganó un papel en la serie radiofónica de la Canadian Radio Broadcasting Commission Lonesome Trail en 1935.
Siendo adolescente, Harron pasó tiempo trabajando como peón agrícola en la rural Ontario. La experiencia le facilitó desarrollar más adelante el personaje de Charlie Farquharson. En el año 1942 se graduó en el Vaughan Road Collegiate Institute, y durante un breve tiempo estudió en la Universidad de Toronto antes de alistarse en la Real Fuerza Aérea Canadiense en 1943. Finalizada la Segunda Guerra Mundial completó sus estudios de sociología y filosofía, obteniendo el título de Bachelor of Arts. Mientras cursaba sus estudios, actuó en algunas producciones profesionales y de aficionados, ganando el premio dramático Victoria College, además de componer la música y el libreto de un musical estudiantil. Obtuvo la medalla de oro en filosofía y la medalla de plata del regente, con lo cual se le ofreció enseñar literatura en la Universidad, proposición que descartó para centrarse en la actuación.

### Carrera
Tras la universidad, Harron actuó en diferentes obras teatrales y revistas en Toronto, entre ellas la revista anual Spring Thaw, que le dio fama nacional en 1952 al ser transmitida por la emisora televisiva CBC Television. Pasó dos años en Londres, Inglaterra, representando en teatros del West End la obra Un tranvía llamado Deseo, trabajando para BBC como escritor de comedias, participando en una serie radiofónica, interpretando a un payaso en el film Las zapatillas rojas (1948) y escribiendo guiones para Gracie Fields.
De nuevo en Norteamérica en los años 1950, Harron fue elegido para formar parte de la sesión inaugural del Festival Stratford Shakespeare de Ontario, haciendo el primer papel masculino en A buen fin no hay mal tiempo y uno menor en Ricardo III. También actuó en el circuito de Broadway, y fue uno de los escritores de la primera serie canadiense en lengua inglesa, Sunshine Sketches, la cual fue emitida entre 1952 y 1953 por CBC Television. Harron fue uno de los autores del guion del musical televisivo de 1956 Anne of Green Gables, adaptando en 1965 la obra al teatro, siendo un musical que se representa anualmente en el Festival Charlottetown.
Harron fue Art Harris en el episodio doble de la serie The Outer Limits titulado "The Inheritors" (1964), actuando también en el episodio de  Viaje al fondo del mar "Doomsday" (1965), así como en "The Four-Steps Affair" (1965), episodio de El agente de CIPOL. Fue también actor invitado en el capítulo de estreno de la serie Blue Light (1966), así como en el episodio de Adventures in Rainbow Country "The Frank Williams File" (1969). Otras de sus actuaciones tuvo lugar en el film de Arthur Hiller The Hospital (1971), escrito por Paddy Chayefsky.
Igualmente, Harron fue presentador y entrevistador televisivo y radiofónico, presentando el programa de CBC Radio One Morningside desde 1977 a 1982, por el cual recibió el Premio ACTRA al mejor presentador. Posteriormente participó en el talk show The Don Harron Show, para CTV television network, entre 1983 y 1985. Otros programas en los que participó fueron The Red Green Show y Anything You Can Do, este último desde 1972 a 1974 reemplazando a Gene Wood.

### Charlie Farquharson

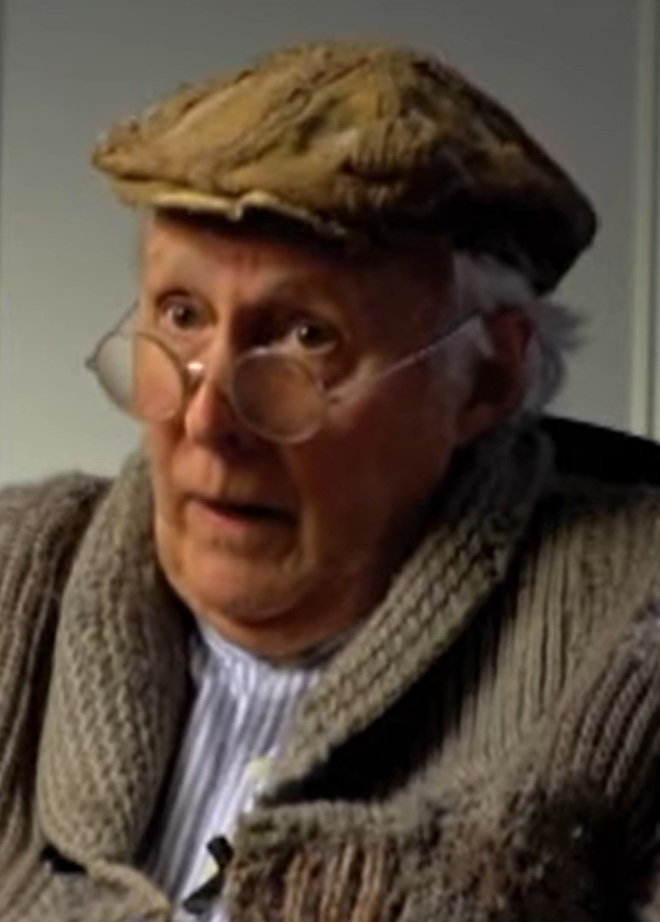
Harron en el personaje de Charlie Farquharson en 2007

Harron es conocido por el personaje Charlie Farquharson, al ciual encarnó por vez primera en 1952 en la serie de la CBC The Big Revue. Harron y su personaje fueron conocidos internacionalmente por formar parte del reparto del show televisivo de música country Hee Haw a lo largo de los 23 años de trayectoria del mismo. Harron retomó el personaje en el episodio de The Red Green Show "You've Got Oil" (2003).
El 15 de mayo de 2011, Harron interpretó a Charlie Farquharson en el 85 aniversario de su instituto de high school en Toronto, el Vaughan Road Collegiate Institute.

### Honores
En 2000, la contribución de Harron al mundo del espectáculo canadiense fue reconocida haciéndole miembro de la Orden de Ontario. Además, en 1980 había sido nombrado miembro de la Orden de Canadá, y en 2007 obtuvo el Premio Gemini por su trayectoria en la radio y la televisión. Además, Harron fue Embajador de buena voluntad de Unicef.
Harron fue incluido en el Salón de la Fama del Country de Canadá en el año 2010.

### Vida personal
En sus últimos años, fue un señalado defensor de los intereses de las personas mayores, y continuó escribiendo libros, publicando en 2008 un trabajo retrospectivo sobre la historia del musical Anne of Green Gables con motivo del centenario de la novela original.
Don Harron falleció en el año 2015, a causa de un cáncer de esófago, en su casa de Toronto. Tenía 90 años de edad, y había decidido no intentar tratar el cáncer.
Harron se había casado cuatro veces. Sus dos primeras esposas fueron Gloria Fisher (1949-1960) y Virginia Leith (1960-1968), de las cuales se divorció. Se casó con la cantante canadiense Catherine McKinnon en 1969, divorciándose ambos en 2003. Se casó posteriormente con Claudette Gareau, que había actuado con Harron en Shh! It’s the News (1973).
La hija de Harron, Mary Harron, fruto de su matrimonio con Gloria Fisher, es una directora cinematográfica independiente que ha dirigido Yo disparé a Andy Warhol y American Psycho.

## Filmografía

### Actor
- 1952 : The Sound Barrier, de David Lean
- 1952 : The Big Revue (serie TV)
- 1959 : The Best of Everything
- 1959 : Crime of Passion (TV)
- 1962 : Cyrano de Bergerac (TV)
- 1966 : I Deal in Danger
- 1967 : One Hundred Years Young (TV)
- 1967 : Mosby's Marauders
- 1971 : Reddick (TV)
- 1971 : The Hospital, de Arthur Hiller
- 1974 : And That's the News, Goodnight (serie TV)
- 1975 : The Human Collision
- 1979 : Riel (serie TV)
- 1983 : The Don Harron Show (serie TV)
- 1984 : Peep (TV)
- 1987 : Really Weird Tales (TV, episodio All's Well that Ends Strange

### Guionista
- 1956 : Anne of Green Gables (TV)
- 1974 : Snow Job

### Director
- 1956 : Anne of Green Gables (TV)

## Selección de su bibliografía
Harron fue autor de 17 libros, la mayoría con el personaje Charlie Farquharson y con títulos deletreados con el idiolecto de ese personaje:
- Charlie Farquharson's Histry of Canada (McGraw-Hill Ryerson, 1972) ISBN 0-07-092530-5
- Charlie Farquharson's Jogfree of Canda (Gage, 1974)
- Charlie Farquharson's K-O-R-N Filled Allmynack (Gage, 1976)
- Olde Charlie Farquharson's Testament: From Jennysez to Jobe and After Words (MacMillan of Canada, 1978) ISBN 0-7715-9900-5
- Yer Last Decadent: 1972-1982 (MacMillan of Canada, 1982)
- Cum Buy The Farm (MacMillan of Canada 1987)
- Charlie Farquharson's Unyverse (MacMillan of Canada, 1990)
- Charlie Farquharson's History of Canada: ReeVised and More Expansive (MacMillan of Canada, 1992)
- Charlie's A Broad: Travails In Fern Parts (MacMillan of Canada, 1994)
- My Double Life: Sexty Yeers of Farquharson Around With Don Harn (Dundurn 2012)